# Pandeli Cale
Pandeli Llambi Cale (ur. 28 marca 1874 w Korczy, zm. 3 sierpnia 1923 w Salonikach) – albański polityk, minister rolnictwa i robót publicznych w rządzie Ismaila Qemala.

## Życiorys
Pochodził z rodziny prawosławnej. W dzieciństwie wyemigrował wraz z rodziną do Egiptu. W Aleksandrii ukończył francuskojęzyczną szkołę średnią. W Egipcie nawiązał pierwsze kontakty z albańskimi działaczami narodowymi. W 1897 powrócił do rodzinnej Korczy, skąd w 1900 przeniósł się do Bukaresztu, by w 1904 powrócić do Albanii. W lutym 1909 wspólnie z Themistoklim Gërmenji i Midhatem Frashërim zakładał w Salonikach tajne stowarzyszenie albańskie i kierował czasopismem Lidhja Ortodokse (Liga Prawosławna). W latach 1910–1912 wziął udział w powstaniu antyosmańskim, walcząc w rejonie Korczy. W początkach listopada 1912 dotarł ponownie do Bukaresztu, gdzie organizował kongres albańskich działaczy narodowych.
W listopadzie 1912 wspólnie z Ismailem Qemalem dotarł do Wlory i należał do grona sygnatariuszy deklaracji niepodległości. W pierwszym rządzie albańskim objął stanowisko ministra rolnictwa, a następnie ministra robót publicznych. W 1913 z uwagi na zły stan zdrowia wyjechał na leczenie do Lozanny, ale powrócił w styczniu 1914, już po upadku rządu Qemala. W tym czasie zaangażował się w pomoc dla oddziałów albańskich walczących na południu kraju przeciwko Grekom.
Okres I wojny światowej Cale spędził w Szwajcarii, podróżując także w tym czasie do Francji, Bułgarii i Rumunii. W czasie pobytu w Rumunii został aresztowany przez policję rumuńską i osadzony w więzieniu w Bukareszcie. W Szwajcarii współpracował z pismem Albania. Powrócił do Albanii w 1919, a rok później objął stanowisko prefekta Korczy. W czerwcu 1920 zrezygnował ze stanowiska prefekta i objął kierownictwo nad dyrekcją poczt i telegrafów. W 1921 został wybrany do parlamentu. Z uwagi na zły stan zdrowia wyjechał na leczenie do Salonik, gdzie zmarł w 1923. W sierpniu 1926 jego doczesne szczątki sprowadzono do rodzinnej Korczy. Imię Pandeli Cale nosi jedna z ulic w Korczy, a także ulica w Tiranie (dzielnica Komuna e Parisit).